# Samolus repens
Samolus repens là một loài thực vật có hoa trong họ Anh thảo. Loài này được Pers. miêu tả khoa học đầu tiên.

## Hình ảnh

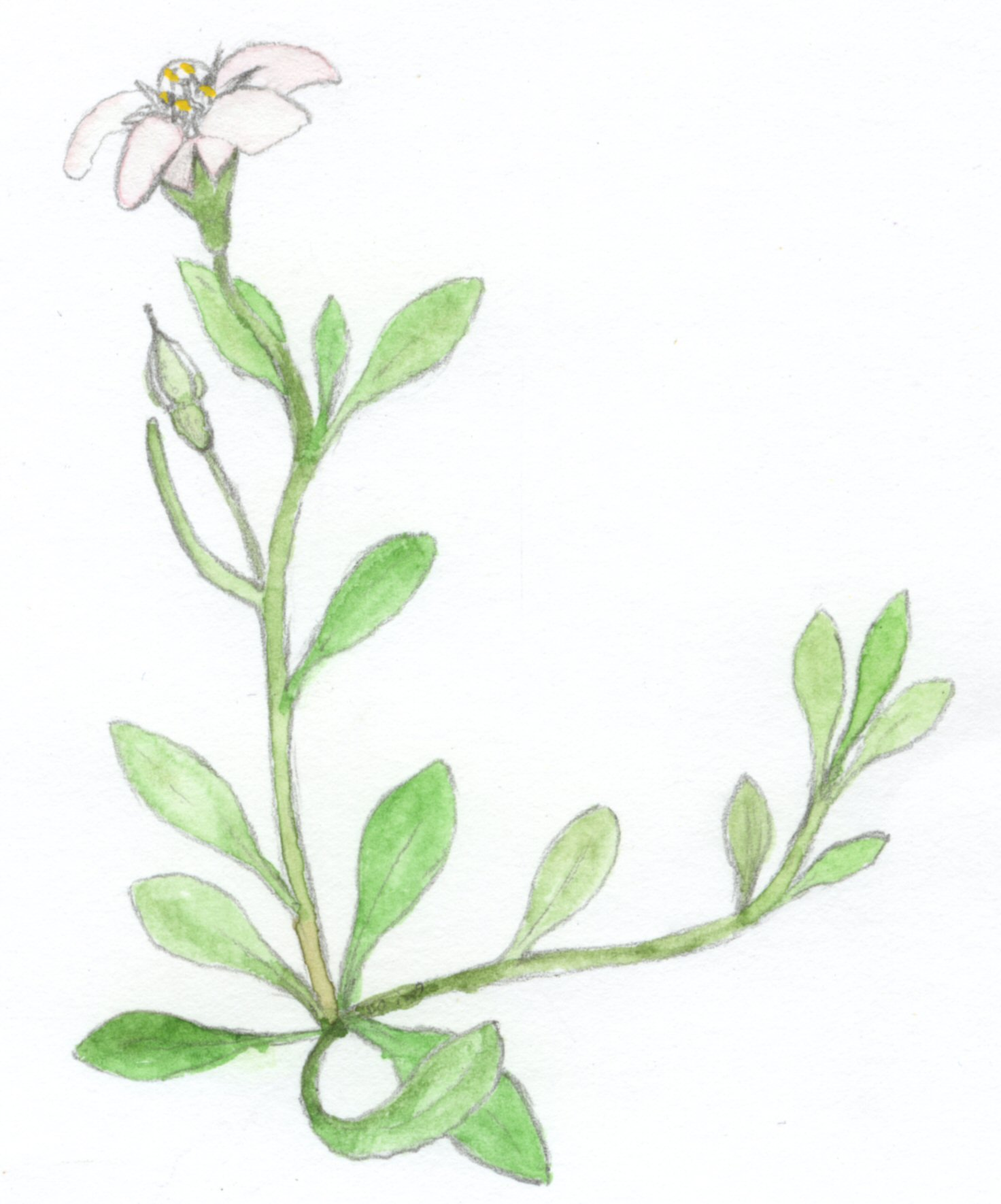